# RvR
RvR, eller Realm versus Realm, är ett spelsätt som används i MMORPG-spel, såsom Dark Age of Camelot och Warhammer Online: Age of Reckoning.
Det är en underkategori till uttrycket PvP vilket innebär att vi diskuterar hur strider mellan spelare fungerar.
Uttrycket "Realm versus Realm", eller "rike mot rike" som man kan översätta det med handlar om ett av flera sätt att organisera strider i MMORPG-spel. Man kan säga att uttrycket används på olika sätt där fokus ligger på olika aspekter.
Om vi utgår från det kända World of Warcraft så väljer alla spelare att spela på en av två sidor. Horde eller Alliance heter de två rikena och dessa är delvis geografiskt separerade. De två rikena är alltid i krig och konflikten mellan rikena är central i spelet. Alla MMORPG-spel bygger inte på en uppdelning i riken av dessa slag.
Uttrycket RvR används på flera sätt, här är två definitioner:
1. Dels kan RvR-uttrycket användas för att beskriva hur fokus i spelet ligger på striderna mellan rikena. Att beskriva ett spel som RvR-spel berättar då också att det finns tydliga riken som är avgränsade från varandra.
2. Uttrycket används också för att visa hur vissa spel har mer fokus på storskaliga strider mellan rikena där man kämpar om kontrollen över områden och borgar. Detta har inte World of Warcraft och förknippas oftast inte med RvR-uttrycket. Istället är uttrycket starkt knutet till Dark Age of Camelot vars fokus inom PvP är storskaliga strider.